# Engyprosopon filipennis
 Engyprosopon filipennis és un peix teleosti de la família dels bòtids i de l'ordre dels pleuronectiformes.

## Distribució geogràfica
Es troba a les costes del nord-oest del Pacífic.